# خورخي أرويو
خورخي أرويو (بالإسبانية: Jorge Arroyo)‏ هو صحفي وكاتب مسرحي كوستاريكي، ولد في 1959 في سان خوسيه في كوستاريكا.